# Фегер, Альфонс
Альфонс Фегер (нем. Alfons Feger; 6 апреля 1856, Тризен, Лихтенштейн — 18 июля 1933, Вадуц, Лихтенштейн) — лихтенштейнский государственный деятель, и.о. премьер-министра Лихтенштейна (1922).

## Биография
В 1876 году окончил католический семинар по подготовке учителей в Вюртенберге. В 1876—1895 годах — работал учителем начальных классов в Эшене и Бальцерсе, в 1895—1918 годах — старший учитель начальных классов в Вадуце. С 1918 года — в отставке.
- В 1902—1918 годах — назначенный князем депутат,
- В 1922 году — и. о. премьер-министра Лихтенштейна,
- В 1922—1928 годах — заместитель премьер-министра.

В 1901 году выступил одним из основателей Исторического общества Княжества Лихтенштейн, в 1927—1928 годах был его временным председателем.